# Filles minimes de Marie Immaculée
Les Filles minimes de Marie Immaculée (latin : Congregatio Filiarum Minimarum Mariae) est une congrégation religieuse enseignante et hospitalière de droit pontifical.

## Historique
La congrégation est fondée le 25 mars 1886 par l'archidiacre Paul de Anda Padilla (1830-1904), avec l'aide de Soledad Reyes en religion Mercedes de saint Joseph, pour venir en aide aux pauvres et aux nécessiteux.
À la mort du fondateur en 1904, Eugène Oláez Anda (1860-1933) prend la direction de l'institut, rassemble les novices dans une seule maison et élimine le vœu de clôture religieuse. De cette congrégation naît en 1918 l'institut des Filles du Sacré Cœur de Jésus de León fondé par Oláez Anda dont le but est la régénération des prostituées.
L'institut est reconnu comme congrégation religieuse de droit diocésain le 13 mai 1913 et reçoit le décret de louange le 21 janvier 1941.

## Activités et diffusion
Les sœurs se dédient à l'enseignement, aux soins des malades et des personnes âgées, ainsi qu'aux missions.
Elles sont présentes en:
- Amérique : Mexique, Cuba, Équateur, États-Unis.
- Europe : Italie.

En 2017, la congrégation comptait 177 sœurs.